# Charles Brisbane
Sir Charles Brisbane (Inghilterra, 1769 – Saint Vincent, dicembre 1829) è stato un marinaio britannico.

## Biografia

### I primi anni
Charles Brisbane nacque nel 1769, figlio quartogenito ma unico sopravvissuto dell'ammiraglio John Brisbane. Entrò a bordo della HMS Alcide, comandata da suo padre, nel 1779. Presenziò all'azione dell'8 gennaio 1780, ed al Grande assedio di Gibilterra nel gennaio del 1780, e poi prestò servizio nelle Indie Occidentali. Alla fine del 1781 venne posto a bordo della HMS Hercules sotto il comando del capitano Henry Savage, e presenziò alla Battaglia delle Saintes al largo di Dominica, il 12 aprile 1782, dove venne ferito da una scheggia.
Continuò a servire anche in tempo di pace e dopo l'armamento spagnolo nel 1790 venne promosso al rango di tenente il 22 novembre. Nel 1793 si trovava a bordo della fregata HMS Meleager con la quale si portò nel Mediterraneo e venne impiegato a Tolone durante l'occupazione della città e poi in Corsica, sia nell'assedio di Saint-Florent che nell'assedio di Bastia. Brisbane venne posto agli ordini dell'allora capitano Horatio Nelson, e come lui perse un occhio in una pesante ferita alla testa. Prestò servizio per qualche tempo a bordo della HMS Britannia, l'ammiraglia di Lord Hood, dal quale venne promosso al comando dello sloop HMS Tarleton il 1 luglio 1794, per poi servire con quella nave durante gli anni nel Golfo di Genova, agli ordini diretti di Nelson.

### Il comando
Nell'autunno del 1795 venne inviato da Gibiltera con un convoglio alle Barbados. Sulla via si scontrò con uno squadrone olandese; trovando che gli olandesi avevano occupato il Capo di Buona Speranza, sfruttò l'intelligenza di Sir George Elphinstone, comandante in capo della stazione. Dopo la presa delle navi olandesi della Baia di Saldanha del 18 agosto 1796, venne promosso da Sir George al comando di una di queste; in precedenza, il 22 luglio, venne promosso da Sir John Jervis, al ruolo di comandante in capo nel Mediterraneo, ricevendo i complimenti dell'ammiragliato.
Continuò verso la stazione di Città del Capo al comando della fregata HMS Oiseau e con essa si portò a Sant'Elena dove scoppiò un ammutinamento a bordo. Venne quindi richiamato a Città del Capo per prendere il comando della HMS Tremendous, l'ammiraglia del contrammiraglio Thomas Pringle, a bordo della quale vi erano già stati degli ammutinamenti. Nel corso del 1798 fece ritorno in Inghilterra con Pringle al comando della fregata HMS Crescent e nel 1801 venne nominato al comando della fregata HMS Doris, una delle navi dello squadrone al largo di Brest sotto il comando dell'ammiraglio William Cornwallis.

## Le Guerre napoleoniche
Nel corso della breve Pace di Amiens comandò la fregata HMS Trent e la HMS Sanspareil nelle Indie Occidentali. Venne quindi spostato sulla HMS Goliath a bordo della quale prese parte all'Azione del 28 giugno 1803 dove quasi si perdette a causa di un tremendo uragano sulla via del ritorno. Nel 1805 venne nominato a capo della fregata HMS Arethusa con la quale si imbarcò alla volta delle Indie Occidentali. Nel 1806 diresse la Arethusa contro Colorados rocks, presso la parte nord-est di Cuba dove si trovò ben presto in condizioni indifendibili a causa di una nave di linea proveniente dall'Avana, ma il vascello nemico si spostò ben presto sotto il tiro dell'artiglieria amica al Castello di Morro.
Rifocillatasi in Giamaica, la Arethusa si trovo in agosto ancora al largo dell'Havana, ed il 23 dello stesso mese, assieme alla HMS Anson (44 cannoni), catturò la fregata spagnola HMS Pomona, ancorata nei presso di una batteria d'artiglieria e supportata da dieci cannoniere. Le cannoniere bennero tutte distrutte e la batteria fatta saltare, apparentemente a causa dell'esplosione di una vicina fornace. Il calore sviluppatosi incendiò anche la Arethusa, ma solo per breve tempo, abbastanza per ucciderne due membri dell'equipaggio e venirne a ferire altri 32, tra cui lo stesso capitano Brisbane.

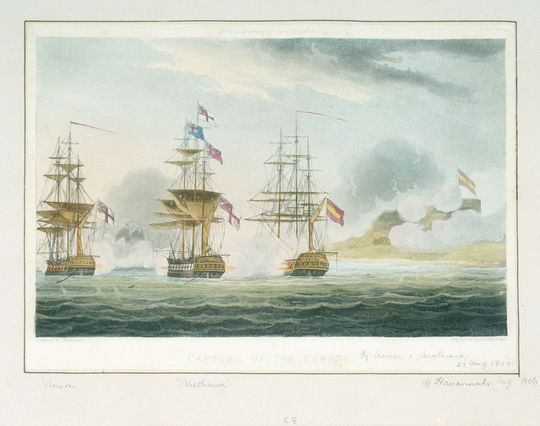
La HMS Arethusa e la HMS Anson catturano la Pomona al largo dell'Havana, dipinto di Thomas Whitcombe

il 1 gennaio 1807 Brisbane, ancora con la Arethusa ed altre tre fregate, venne inviato al largo di Curaçao per ridurne la potenza dei forti locali e catturare l'isola strappandola agli olandesi. Per il suo successo in questa operazione, Brisbane ottenne il cavalierato e con altri tre capitani, ricevette la Naval Gold Medal. Continuò dunque a tenere il comando della Arethusa sin oalla fine del 1808, quando venne trasferito a bordo della HMS Blake (74 cannoni), ma venne dopo poco nominato governatore dell'Isola di Saint Vincent. Mantenne il posto senza più servire sul mare sino alla sua morte, avvenuta sull'isola nel dicembre del 1829. Il 2 gennaio 1815 aveva ricevuto la medaglia di cavaliere dell'Ordine del Bagno.

## Matrimonio e figli
Sposò Sarah, figlia di Sir James Patey, di Reading, dalla quale ebbe diversi figli.
Sua figlia Lavinia sposò il tenente generale John Frederick Ewart e fu madre sia dei generali Sir John Alexander Ewart (1821-1904) e Charles Brisbane Ewart.